# Dekameron (film 2007)
Dekameron – francusko-luksembursko-brytyjsko-włoska komedia romantyczna z 2007 roku, w reżyserii Davida Lelanda.

## Opis fabuły
Jest to historia o poszukiwaniu miłości. Główna bohaterka, piękna dziewczyna o imieniu Pampinea, po stracie rodziców ukrywa się w klasztorze, chcąc uciec przed kolejnymi natrętnymi oświadczynami, którymi jest zasypywana. Spotyka tam Lorenza, który także musi się ukrywać, gdyż wpadł w dość poważne kłopoty.

## Obsada aktorska
- Mischa Barton – Pampinea
- Hayden Christensen – Lorenzo
- Silvia Colloca – siostra Lisabetta
- Maimie McCoy – Simona
- Christopher Egan – Dioneo
- Rupert Friend – Alessandro Felice
- David Walliams - Cart Pusher
- Kate Groombridge – Elissa
- Tim Roth - Gerbino
- Justin Edwards – rozsądny bandyta
- Coral Beed – Mona
- Matthew Rhys – hrabia Dzerzhinsky
- Nigel Planer – wuj Bruno
- James Rawlings – niski bandyta
- Elisabetta Canalis – siostra Gabriella
- Ryan Cartwright – Ghino
- Neil Edmond – chudy bandyta
- Chiara Gensini – siostra Caterina

i inni